# Памятник Юлиусу Фучику (Берлин)
Памятник Юлиусу Фучику или Мемориал Юлиуса Фучика (нем. Julius-Fučík-Denkmal) — памятник Юлиусу Фучику, чехословацкому антифашисту, журналисту, публицисту, активисту чехословацкой компартии, казнённому в Берлине в 1943 году.

## История
Открыт в 1973 году в Бюргерпарке (Берлин, Панков). Автор памятника — Зденек Немечек.
Является даром Чехословацкой молодежной ассоциации к X Всемирному фестивалю молодёжи и студентов в Восточном Берлине.

## Описание
Памятник состоит из пяти белых бетонных стел разной высоты, три из которых имеют высоту до шести метров, а две — высоту около четырёх метров, три из пяти стел слегка смещены друг к другу. Они образуют основной вид памятника. На правой высокой стеле изображен орнаментальный узор с надрезами, на средней высшей стеле в центре находится бронзовый горельефный бюст Юлиуса Фучика, на левой меньшей стеле надпись на немецком, русском и чешском языках слова Фучика «Люди, я вас любил, будьте бдительны!». Металлическая табличка прикрепленная к нижнему правому краю двух передних колонн, имеет надпись: «Этот мемориал был посвящён молодежи ГДР и столице ГДР Берлину молодежью ЧССР».
Во втором ряду сзади также смещенные две другие стелы. Частично они также украшены орнаментом, состоящим из абстрактных знаков и фигур, который встроен в боковые панели спереди или сзади.